# Nemotelus argentifer
Nemotelus argentifer är en tvåvingeart som beskrevs av Friedrich Hermann Loew 1846. Nemotelus argentifer ingår i släktet Nemotelus och familjen vapenflugor. Inga underarter finns listade i Catalogue of Life.